# Ri Gvanghjok
Ri Gvanghjok (hangul: 리광혁, handzsa: 李光赫, RR: Ri Kwang-hyok; Phenjan, 1987. augusztus 17. –) észak-koreai válogatott labdarúgó.

## Pályafutása

### Klubcsapatban
A Kjonggongopszong csapatában játszik 2006 óta. 

### A válogatottban
2007 és 2012 között 15 alkalommal játszott az észak-koreai válogatottban és 2 gólt szerzett Részt vett a 2010-es világbajnokságon, de nem lépett pályára egyetlen mérkőzésen sem. Tagja volt a 2011-es Ázsia-kupán szereplő válogatott keretének is. 

#### Góljai a válogatottban
| #  | Dátum             | Helyszín                                   | Ellenfél | Eredmény | Végeredmény | Kiírás                         |
| -- | ----------------- | ------------------------------------------ | -------- | -------- | ----------- | ------------------------------ |
| 1  | 2012. március 13. | Dasarat Rangasala Stadion, Katmandu, Nepál | India    | 2–0      | 4–0         | 2012-es AFC-kihívás kupa       |
| 2. | 2012. december 1. | Mong Kok Stadion, Hongkong                 | Tajvan   | 3–0      | 6–1         | 2013-as kelet-ázsiai-bajnokság |